# Bordj El Emir Abdelkader
Bordj El Emir Abdelkader è un comune dell'Algeria, situato nella provincia di Tissemsilt.